# Arrenga de Taïwan
Myophonus insularis
Espèce
Statut de conservation UICN

 LC  : Préoccupation mineure
L'Arrenga de Taïwan (Myophonus insularis) est une espèce d’oiseau de la famille des Muscicapidae.

## Répartition
Cet oiseau est endémique de Taïwan.

## Systématique
Les travaux phylogéniques de Sangster et al. (2010) et Zuccon & Ericson (2010) montrent que le placement traditionnel de cette espèce dans la famille des Turdidae est erroné, et qu'elle appartient en fait à la famille des Muscicapidae.
D'après le Congrès ornithologique international, c'est une espèce monotypique.